# Dinastia macedònia
|  | Per a altres significats, vegeu «Dinastia Macedònica d'Egipte». |

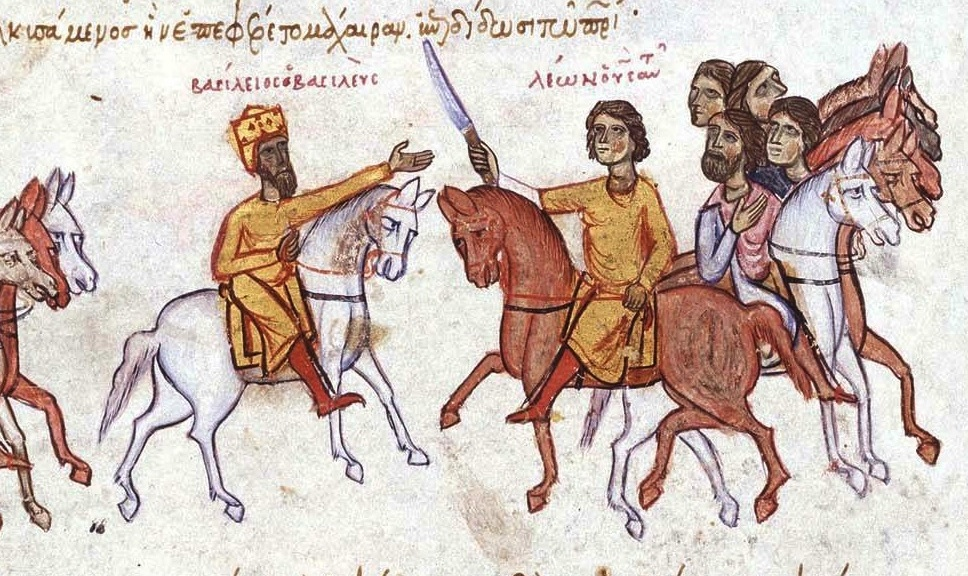
Basili I i el seu fill Lleó VI, els dos primers emperadors de la dinastia macedònia.

La dinastia macedònia governà l'Imperi Romà d'Orient des del segle ix fins al segle xi. Durant aquest període, l'Imperi Romà d'Orient assolí la seva màxima extensió des de les conquestes musulmanes del segle vii i començà el renaixement macedoni en l'art i la literatura. En realitat, eren d'origen armeni, possiblement una branca menor de la família noble armènia dels Mamiconis. La dinastia seria anomenada «macedònia» pel seu fundador, Basili I el Macedoni, originari del tema de Macedònia, tot i que d'ascendència armènia.

## Emperadors
- 867-886: Basili I (Βασίλειος Α') (811-886), casat amb Eudòxia Inguerina, amant de Miquel III. Morí en un accident de caça.
  - 869-879: Constantí (855-879), associat, fill de Basili I.
  - 870-886: Lleó VI (866 † 912), associat, fill de Basili I.
  - 879-886: Alexandre II, associat, fill de Basili I.
- 886-912: Lleó VI el Filòsof (Λέων ΣΤ' ο Σοφός) (866-912), fill i hereu legal de Basili I, tot i que és possible que fos fill biològic de Miquel III.
  - 886-912: Alexandre II, associat
- 912-913: Alexandre II (Αλέξανδρος Β') (870-913), regent del seu nebot Constantí VII Porfirogènit
- 913-919: Constantí VII Porfirogènit (nascut en la porpra) (Κωνσταντίνος Ζ' ο Πορφυρογέννητος) (905-959), fill de Lleó VI.
- 919-944: Romà I Lecapè (Ρωμανός Α' ο Λεκαπηνός), emperador associat (870-948), pare polític de Constantí VI. Intentà establir la seva pròpia dinastia. Fou derrocat pels seus propis fills i enviat a un monestir.
  - 919-945: Constantí VII, associat.
  - 921-931: Cristòfor Lecapè, associat (921-931), fill de Romà I.
  - 924-945: Esteve Lecapè, associat (910 † 963), fill de Romà I.
  - 924-945: Constantí Lecapè, associat (912 † 946), fill de Romà I.
- 945-959: Constantí VII (en solitari).
- 959-963: Romà II Porfirogènit (Ρωμανός Β' ο Πορφυρογέννητος) (939-963), fill de Constantí VII.
- 963-969: Nicèfor II Focas (Νικηφόρος Β' Φωκάς ή Νικηφόρος Β' ο Φωκάς) (912-969), general de gran èxit, segon marit de Teòfano Anastaso, vídua de Romà II; regent de Basili II i Constantí VII, assassinat el 969 (originari de Capadòcia).
- 969-976: Joan I Tsimiscés (Ιωάννης Α' Κουρκούας ο Τσιμισκής) (925 - 976), general de gran èxit, regent de Basili II i Constantí III, cunyat de Romà II i amant de Teòfano Anastaso, muller de Romà II i Nicèfor II, tot i que no es casaren per prohibició del patriarca.
  - 970-1025: Basili II, associat, fill de Romà II.
  - 970-1025: Constantí III, associat, fill de Romà II.
- 976-1025: Basili II Bulgaròcton (Βασίλειος Β' ο Βουλγαροκτόνος) (958-1025), fill de Romà II i conqueridor de Bulgària.
  - 976-1025: Constantí VIII, associat, germà de l'anterior.
- 1025-1028: Constantí VIII Porfirogènit (Κωνσταντίνος Η') (960-1028)
- 1028-1050: Zoè Porfirogènita (Ζωή) (978 - 1050), filla de l'anterior.
  - 1028-1034: Romà III Argir (Ρωμανός Γ' ο Αργυρός) (968-1034), eparca (alcalde) de Constantinoble i primer marit de Zoè Porfirogènita. Assassinat.
  - 1034-1041: Miquel IV el Paflagoni (Μιχαήλ Δ' ο Παφλαγών) (1010-1041), segon marit de Zoè.
  - 1041-1042: Miquel V el Calafat (Μιχαήλ Ε' ο Καλαφάτης) (1015-1042), cosí de Miquel IV i fill adoptiu de Zoè.
  - 1042-1050: Constantí IX Monòmac, tercer marit de Zoè.
- 1050-1055: Constantí IX Monòmac (Κωνσταντίνος Θ' ο Μονομάχος) (1000-1055) (en solitari, després de la mort de Zoè).
- 1055-1056: Teodora Porfirogènita (Θεοδώρα) (980-1056), filla de Constantí VIII.
- 1056-1057: Miquel VI l'Estratiòtic (Μιχαήλ ΣΤ' ο Στρατιωτικός), fill adoptiu de Teodora Porfirogènita; deposat per Isaac I Comnè i enviat a un monestir.